# Château d'Apremont (Savoie)
Pour les articles homonymes, voir Château d'Apremont.
Le château d'Apremont est un ancien château fort du XIIIe siècle, centre de la seigneurie d'Apremont, élevée au titre de baronnie en 1497 et qui se dressait sur la commune d'Apremont dans le département de la Savoie, en région Auvergne-Rhône-Alpes. Le château ancestral des seigneurs de La Balme d'Apremont a fait place à une maison moderne.

## Situation
Le château d'Apremont se dressait sur un mamelon rocheux, au-dessus du hameau d'Apremont-le-Gaz, au confluent de deux torrents, sur les pentes nord-est du mont Granier, face à celui de Montmélian. Il contrôlait le carrefour des routes allant du Dauphiné en Savoie, route de Chambéry (Lyon et Genève) à Grenoble par la vallée de l'Isère, d'Entremont-le-Vieux à Myans, et celle de Lyon à Chambéry par le col des Échelles.

## Histoire
Le fief et le château d'Apremont furent la possession des seigneurs de La Balme d'Apremont, famille connue depuis le XIe siècle. En 1284, reconnaissance passée par Rolet de la Balme et ses frères pour le château d'Apremont, la moitié du mandement d'Apremont et tout ce qu'ils possèdent dans les paroisses d'Aillon, de Saint-Étienne et de Saint-Jean-d'Arvey et des Déserts en faveur du comte de Savoie, Philippe.
En 1304, Aymon de La Balme d'Apremont est cité dans un traité conclu entre les comtes de Savoie et les dauphins du Viennois. En 1323, ce même Aymon rend hommage et reçoit, la même année, l'investiture du château. Le fief est alors morcelé, une moitié échoit, par mariage, à la famille du Chatelard. Thomas du Chatelard, en 1344, fait reconnaissance « pour sa maison forte près d'Apremont ». En 1399, Aymon de La Balme d'Apremont, un autre, rachète cette moitié du fief des mains de Bérangère d'Hauteville, veuve de Pierre du Chatelard.
Guigonne de La Balme d'Apremont, la fille d'Aymon, l'apportera en dot à Gaspard II de Montmayeur, maréchal de Savoie. Jacques (I) de Montmayeur, leur fils, hérite du château. Jacques de Montmayeur restera célèbre pour ses démêlés avec le président du Conseil résident de Savoie, Guy de Fésigny, qu'il fera condamner, en juin 1464, et décapiter, le 6 février 1465, au château d'Apremont, malgré la délégation envoyée au château, le 31 janvier 1465, par le duc Amédée IX de Savoie, afin d'obtenir sa libération. Hugues Ruffier, procureur fiscal de Savoie et vice-châtelain de Chambéry, accompagné de deux hérauts se virent refuser l'accès au château. Le lendemain, Jacques de Montmayeur se rendit au Sénat de Savoie où il jeta aux magistrats un sac contenant la tête de Guy de Fésigny.
En 1471, Louis XI assiégea le château. Sa sœur, Yolande de France, épouse d'Amédée IX de Savoie, dit « le bienheureux », y était retenue par Jacques de Romont. Ses beaux-frères, Philippe II de Savoie, comte de Bresse, et Jacques de Romont, tentèrent de s'emparer alors du pouvoir en Savoie, profitant de l'état de faiblesse du duc ; les États de Savoie étant, en fait, gouvernés par la duchesse Yolande. Le duc et la duchesse furent faits prisonniers lors de l'assaut du château de Montmélian, où ils s'étaient réfugiés, et conduits vers Chambéry. Prétextant une indisposition, la duchesse se fit mener au château d'Apremont sous la surveillance de Jacques, tandis que Philippe poursuivit sa route avec le duc vers Chambéry. Une fois libre, elle gagna Grenoble, et traita d'égal à égal avec ses deux beaux-frères.
En 1481, Jean II de Montchabot, conseiller ducal, en est le châtelain. Il est capturé par le comte Louis de La Chambre, qui à cette occasion, pille et incendie le château. Relevé, le château passe alors en de nombreuses mains.
En 1486, le château échoit, par transaction, au duc Charles Ier de Savoie. Il était alors la propriété de Anthelme de Miolans, neveu et héritier de Jacques de Montmayeur, et de son épouse Gilberte de Polignac, mariés au château.
En 1497, Philibert II de Savoie, donne le château à René de Savoie, son frère, bâtard de Savoie, avec le titre de baron d'Apremont. Ce dernier, général de Savoie, en conflit avec, d'abord Marguerite d'Autriche, épouse de Philibert II de Savoie, puis avec Béatrice de Portugal, épouse de Charles III de Savoie, est chassé, puis, en 1519, réintégré. Il se réfugie finalement en France, près de Louise de Savoie sa sœur, mère de François Ier, et ses biens confisqués. En 1528 Béatrice de Portugal se fera donner le château. Le fief sera restitué, en 1561 ou 1598, par Emmanuel-Philibert de Savoie à Honorat II de Savoie, marquis de Villars, maréchal de France, l'un des fils de René. Henriette de Savoie-Villars (†1611), fille d'Honorat, mariée à Charles de Lorraine, en présence d'Henri III, sera baronne d'Apremont.
Pour fait d'armes, lors de la guerre qui oppose Henri IV de France et le duc Charles-Emmanuel Ier de Savoie, le fief est cédé à Charles de La Forest, en 1609, qui le lègue à sa femme, Marguerite de La Chambre Seyssel, en 1622. Cette dernière le transmet à Maurice de La Chambre, son neveu. Parvenu entre les mains d'Henriette de La Chambre, il passe à son fils, le marquis d'Allinges de Coudrée. Cette dernière famille en gardera la possession jusqu'à la Révolution française.
Le château ayant été, en 1658, affermé par Jacques de La Coudrée, lieutenant général de Savoie, à Laurent Martin de Saint-Baldolph.
Refortifié, le château est pris, en 1742 par les Espagnols, qui l'occupent ; ces derniers le pillèrent et l'incendièrent en l'abandonnant. Selon Henri Ménabréa, un petit groupe, appartenant à la société de tir des « chevaliers-tireurs » de Chambéry, s'y était retranché et avait opposé à l'envahisseur espagnol une héroïque résistance.

## Description
À sa place s’élève aujourd’hui une maison moderne ; la terrasse sur laquelle elle se dresse semble réemployer une structure plus importante. Ne subsistent du château médiéval que les traces d'une grosse tour, ruinée, et une autre, plus petite, près de l'entrée. La date de 1652 est inscrite sur un des linteaux. Les fondations seraient encore visibles dans les caves de l'immeuble qui se dresse à son emplacement.
Le fief d'Apremont, l'un des plus importants de la région, comprenait : un battoir à chaume, un moulin et une scierie, tous actionnés par les nombreux torrents situés au pied du château.